# Veelvlekkig draadwatje
Het veelvlekkig flavicoma (Trichia flavicoma) is een slijmzwam uit de familie Trichiidae. Het leeft saprotroof  op kruidachtige plantendelen in naaldbos en gemengd bos.

## Verspreiding
In Nederland komt het zeer zeldzaam voor.